# Elisabet de Baviera (emperadriu d'Àustria)
Elisabet de Baviera (Elisabeth Amalie Eugenie Herzogin in Bayern, o Isabel de Wittelsbach), emperadriu d'Àustria i reina d'Hongria (Múnic, Baviera, 24 de desembre de 1837 - Ginebra, 10 de setembre de 1898), també anomenada Sisi o Sissi, va ser, per naixement, duquessa de Baviera amb el grau d'Altesa reial i es convertí en emperadriu d'Àustria-Hongria i reina d'Hongria des del seu matrimoni amb l'emperador Francesc Josep I d'Àustria el 24 d'abril de 1854 fins al seu assassinat el 1898.

## Biografia

### Orígens familiars i infància
Nascuda el 24 de desembre de 1837 al Castell Herzog Max, a Múnic, tot i que el lloc de residència preferit de la família va ser el Castell de Possenhofen, prop del llac Starnberg, a l'estat alemany de Baviera, llavors país independent. Filla del duc Maximilià de Baviera i de la princesa Ludovica de Baviera, que conformaven una branca secundària de la casa reial bavaresa. Malgrat tot, Elisabet era neta del rei Maximilià I Josep de Baviera a través de la seva mare i, alhora, era neboda dels reis Frederic Guillem IV de Prússia i Joan I de Saxònia i de l'emperador Francesc I d'Àustria.
Elisabet va ser un dels vuit fills de la parella ducal Ludovica i Max de Baviera (de gran a menor): Lluís; Helena, a qui anomenaven Nené; Elisabet, dita Sissi; Carles Teodor, el germà predilecte de Sissi, anomenat Gackel (pollet); Maria; Matilde, a qui anomenaven Spatz (pardal); Sofia i Maximilià.
Elisabet, juntament amb els seus germans, va viure una vida senzilla, a la natura, atesa i educada directament per la seva mare. La seva infantesa va ser molt despreocupada i allunyada de la vida protocol·lària, fet que més endavant li portaria molts problemes. Tots els estius, la família Wittelsbach es traslladava al Castell de Possenhofen, a la vora del llac Starnberg. Aquesta residència era la preferida d'Elisabet, que solia anomenar-la Possi. Allà és on va aprendre a practicar muntanyisme, pescar, muntar a cavall, nedar i apreciar la bellesa de la natura. Igual que els seus pares i els seus germans, no donava importància a les cerimònies ni al protocol, cosa que tampoc preocupava la cort reial de Múnic, ja que la branca ducal dels Wittelsbach no havia d'exercir cap funció oficial i per això es podien permetre una còmoda vida privada.

### Adolescència, núpcies i descendents
Feia temps que la seva mare, Ludovica, buscava un marit adequat per a Elisabet però pocs s'interessaven per ella a causa de la manca de coneixements de protocol. La seva germana gran, Helena, acostumava a atraure més l'atenció entre els joves rics de la regió a causa de la seva bona educació, bellesa i intel·ligència.
L'arxiduquessa Sofia ja feia temps que buscava l'esposa perfecta pel seu fill Francesc Josep i l'elecció va recaure sobre Helena, neboda de la mateixa Sofia i cosina de Francesc Josep. Ludovica, efectivament, va acceptar la decisió de la seva germana i va traslladar-se durant les vacances a Ischl perquè la futura parella pogués conèixer-se i, si tot anava bé, arribar al matrimoni. Ludovica també hi va portar Elisabet, que llavors tenia 15 anys i era causa de moltes preocupacions. S'havia enamorat d'un jove que no li convenia, i amb aquest viatge la duquessa Ludovica volia animar-la. A més, Ludovica havia fet ja els seus càlculs: feia ja temps que Sissi i el germà de Francesc Josep, Carles Lluís, s'enviaven cartes i regals. Es comentava que Carles Lluís estava enamorat de la seva cosina Elisabet i Ludovica va voler intentar que aquests dos joves també arribessin al matrimoni.
El 16 d'agost de 1853, van arribar a Ischl. No portaven equipatge ni cambreres. Les tres dames vestien de dol perquè acabava de morir una tia. El carruatge que portava tot l'equipatge es va retardar i no es van poder canviar de roba per rebre l'emperador. Mentrestant tota l'atenció la rebia el pentinat d'Helena, ja que no tenia més remei que presentar-se a l'emperador amb un vestit negre i ple de pols del viatge. La jove Elisabet va haver de preparar-se sola: va portar dues llargues trenes i, sense que ella se n'adonés, era observada contínuament per la seva tia Sofia, la qual va admetre que feia molt bona impressió encara que portés un vestit negre. Sissi resultava encantadora i molt maca amb aquell vestit negre que li ressaltava la seva pell blanca. Helena semblava molt seriosa i poc atractiva al costat d'Elisabet. Sense dubte, Francesc Josep es va enamorar tan bon punt va veure Sissi, que no se n'adonava de res. Ella encara seguia amb la seva melancolia i el temor produït per la quantitat de gent que hi havia. La seva germana, en canvi, sabia desenvolupar-se bé en aquell ambient.
L'endemà, el jove emperador va anar a veure molt d'hora la seva mare. Li va confessar que trobava molt atractiva Elisabet i que era ella a qui volia com esposa, i no Helena. Això trencava els plans de l'arxiduquessa qui, sense gaires esperances, va demanar-li que raonés bé la situació i que tornés a pensar en Helena, una dona intel·ligent i ben educada, cosa que estalviaria molts problemes. Però ningú va poder canviar la decisió de l'emperador, enamorat d'aquella donzella tan jove i senzilla.
Així doncs, el vespre de l'aniversari de Francesc Josep es va celebrar un ball. Durant aquell sarau, l'emperador i Sissi van ballar i a continuació ell li va oferir un ram de roses vermelles que constituïa la manifestació tradicional que ella era la triada. Tots els presents ho van entendre, menys Elisabet.
Sissi, en un primer moment, s'hi va negar, per por de perdre l'amistat de la seva germana gran, però finalment va confessar el que per sentia per ell: << Com podria no estimar un home com ell? Com ha pogut fixar-se en mi? Sóc tan poca cosa...!>>. Però, malgrat els seus sentiments, Elisabet no volia casar-s'hi i la seva mare, en certa manera, va obligar-la a acceptar dient-li: << A l'emperador d'Àustria no se li donen carabasses >>.
Durant els nou mesos de relació, la jove parella van viure moments molt bonics. Amb el temps, tanmateix, Elisabet va fer contínues i amargues referències al compromís: << El matrimoni és una institució absurda. Una se sent venuda a quinze anys i presta un jurament que no entén i del qual després se’n penedeix al llarg de trenta anys o més, però que ja no pot trencar>>.
El 1854, als 16 anys, es va casar amb l'emperador d'Àustria, Francesc Josep, i així es convertí en emperadriu d'Àustria i, des de 1867, en reina d'Hongria. La parella tingué quatre fills, els quals, com era costum a la cort, es deixaven a càrrec de les institutrius, cosa que va suposar molts mals de cap a Sissi:
- SAI l'arxiduquessa Sofia d'Àustria, nascuda el 1854 a Viena i morta el 1856, amb dos anys, per fortes febres durant un viatge a Hongria. La seva mort va provocar una profunda depressió que va marcar el caràcter de Sissi durant tota la seva vida.
- SAI l'arxiduquessa Gisela d'Àustria, nascuda el 1855 a Viena i morta el 1932 a Múnic. Es casà amb el príncep Leopold de Baviera.
- SAI l'arxiduc Rodolf d'Àustria, nascut el 1857 a Viena i mort per suïcidi el 1889 a Mayerling. Es casà amb la princesa Estefania de Bèlgica.
- SAI l'arxiduquessa Maria Valèria d'Àustria, nascuda el 1860 a Budapest i morta el 1924 al castell de Wallsee a Àustria. Es casà amb l'arxiduc Francesc Salvador d'Àustria-Toscana. Maria Valèria és també coneguda com "l'única filla" o com Sissi l'acostumava a anomenar "la meva estimada filla hongaresa" donada la gran estima que tenia al país d'Hongria, lloc on habitualment es refugiava, com s'ha dit abans, i amb la cultura i costums del qual es va voler educar. Maria Valèria va ser l'única que la seva mare va tenir a prop i qui sempre va estimar i va poder educar a la seva manera. Els grans enemics que Elisabet va fer al llarg de la seva vida li deien despectivament «la nena hongaresa» i no precisament per l'amor que la seva mare sentia per tal país, sinó perquè creien que la nena era fruit en realitat d'alguna relació sexual que l'emperadriu hauria mantingut amb el comte hongarès Gyula Andrássy. Malgrat tot, la gran semblança de Valèria amb el seu pare, l'emperador, es va encarregar de desmentir aquests rumors.

### Personalitat

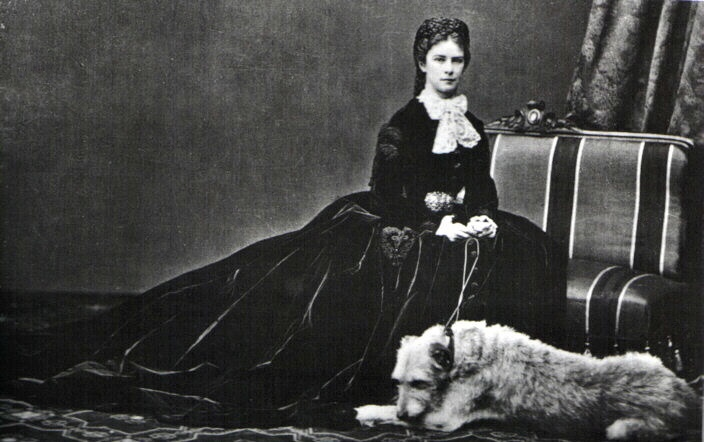
L'Emperadriu amb el seu gos Shadow, el 1869.

Dotada d'una gran bellesa física, Isabel es va caracteritzar per ser una persona rebel, culta i avançada per al seu temps. Adorava l'equitació i va arribar a ser una de les millors amazones del moment. Sentia una gran estima pels animals. Estimava els seus gossos, costum heretat de la seva mare, fins al punt de passejar amb ells pels salons de palau. Li agradaven els papagais i els animals exòtics en general. Fins i tot va arribar a tenir la seva pròpia pista circense als jardins del seu palau a Corfú. Parlava diversos idiomes: l'alemany, l'anglès, el francès, l'hongarès, propiciat pel seu interès i identificació amb la causa hongaresa, i el grec, aquest últim après amb afany per poder gaudir de les obres clàssiques en la llengua original.
Després del naixement del seu fill Rudolf, va començar a cuidar la seva figura d'una manera maniàtica, arribant a fer-se instal·lar unes anelles a les seves habitacions per poder practicar esport sense ser vista. La seva alimentació va donar també molt a dir, ja que s'alimentava bàsicament a base de peix bullit, alguna fruita, i suc de carn espremuda i posteriorment cuinada. A partir dels 35 anys no va tornar a deixar que ningú la retratés en pintura o en prengués una fotografia, per això, va adoptar el costum de portar sempre un vel blau, un para-sol i un gran ventall de cuir negre amb el qual cobria la seva cara quan algú s'apropava massa a ella.
També, entre d'altres excentricitats, al final de la seva vida es va fer tatuar una àncora a l'espatlla (per l’amor que sentia pel mar i les travessies, per sentir-se sense pàtria pròpia, com els mariners que volten pel món), i es feia lligar al pal del seu vaixell durant les tempestes. Passejava diàriament durant vuit llargues hores, arribant a extenuar diverses de les seves dames del seu seguici, entre elles Ida Ferenczy o Maria Festetics.
Li agradava molt viatjar i mai romania al mateix lloc més de dues setmanes. Va gaudir de la literatura, especialment de les obres de William Shakespeare, de Friedrich Hegel, Johann Wolfgang von Goethe i del seu poeta predilecte, Heinrich Heine, amb retrats del qual va decorar la seva habitació i va donar peu a una gran polèmica.
Detestava el protocol estricte de la cort imperial de Viena, de la qual va procurar romandre allunyada el major temps possible i cap a la qual va desenvolupar una autèntica fòbia que li va provocar molts trastorns com nàusees o depressió nerviosa.
Sissi es va mantenir, sempre que va poder, allunyada de la vida pública. Va ser una emperadriu absent del seu imperi, encara que no per això menys pendent dels assumptes d'Estat. De fet, va ser la mateixa emperadriu una de les principals impulsores de la coronació de Francesc Josep com a rei d'Hongria i, en conseqüència, la creació de l'Imperi Austrohongarès el 1867.

### Mort de l'emperadriu
El 10 de setembre de 1898, mentre passejava pel llac Léman de Ginebra amb una de les seves dames de companyia, Irma Sztáray, i es disposava a embarcar al vaixell que la portaria al seu següent destí, va ser atacada per un anarquista italià, Luigi Lucheni, el qual va fingir ensopegar amb l'emperadriu i, aprofitant el desconcert va clavar un estilet al cor de Sissi. Al principi Elisabet no va ser conscient del que havia passat. Només en pujar al vaixell que les estava esperant va començar a trobar-se malament i va marejar-se. Quan va caure a terra, la seva dama de companyia va informar el capità del vaixell de la identitat de la dama i van tornar al port. Ella mateixa va descordar el vestit de l'emperadriu perquè respirés millor i, en fer-ho, va veure una petita taca de sang sobre el pit.
Lucheni estava, en realitat, planejant un atemptat contra el pretendent al tron francès, el príncep d'Orleans. Malauradament, va llegir al diari que la visita s'havia anul·lat. Per casualitat algú el va assabentar que l'emperadriu era a la ciutat i Lucheni va pensar que seria un millor objectiu per passar a la posteritat.
El cos de l'emperadriu va ser traslladat a Viena, en contra del seu testament, on havia indicat que volia ser enterrada a l'illa grega de Corfú, al seu palau Achilleion. Va ser enterrada a la Cripta Imperial a l'església dels Caputxins, en una ciutat que sempre la va criticar i de la qual sempre va intentar allunyar-se.

## Elisabet de Baviera al cinema
Personatge històric que ha passat al cinema a través de pel·lícules austroalemanyes dels anys 50 com Sissí, Sissi Emperadriu i El destí de Sissi, totes protagonitzades per l'actriu vienesa Romy Schneider. L'escriptora espanyola Ángeles Caso ha escrit diversos llibres sobre l'emperadriu desmitificant la imatge que en va donar el cine. Posteriorment, la mateixa Romy Schneider participà en el film Lluís II de Baviera dirigit pel cèlebre director italià Luchino Visconti, en què donà vida a la mateixa Elisabet de Baviera de bell nou.
El 1992 s'estrenà a Viena un musical, Elisabeth, basat en la seva vida, que esdevingué el musical en alemany de més èxit. Té música de Sylvester Levay i llibret de Michael Kunze.
El 2021 es va estrenar la sèrie Sisi, i durant el 2022 van coincidir les estrenes de la sèrie de Netflix L'emperadriu i la pel·lícula L'emperadriu rebel. El 2023 es va estrenar la pel·lícula Sísi i jo.